# Dżarabulus (poddystrykt)
Dżarabulus – jedna z 2 jednostek administracyjnych trzeciego rzędu (nahijja) dystryktu Dżarabulus w muhafazie Aleppo w Syrii.
W 2004 roku poddystrykt zamieszkiwało 41 575 osób.